# A Descoberta da América pelos Turcos
A Descoberta da América pelos Turcos é um romance de autoria do escritor brasileiro Jorge Amado, publicado em 1994.

## Publicação
A obra foi encomendada a Jorge Amado por uma editora italiana em 1991. O projeto inicial era de que fosse publicada num volume que conteria também textos de Norman Mailer e Carlos Fuentes, comemorando os 500 anos do Descobrimento da América.
O projeto, porém, não foi levado adiante, e o livro acabou sendo publicado isoladamente. A primeira edição, em francês, saiu em 1992. O Brasil só foi conhecer a obra em 1994.

## Sinopse
Os personagens principais do livro são o sírio Jamil Bichara e o libanês Raduan Murad, que em 1903 chegam ao Brasil e se instalam na região  cacaueira do sul da Bahia. Raduan tenta convencer Jamil a se casar com Adma, filha do dono de um armarinho, para poder herdar os negócios do sogro.

## Recepção
Considerado pelo próprio autor um "romancinho", o livro foi saudado por José Saramago como um "prodígio da arte de narrar".

## Adaptações
Foi adaptado por Aguinaldo Silva na novela Porto dos Milagres, produzida e exibida em 2001 pela Rede Globo.